# Klasyfikacja religii
Klasyfikacja religii to jedno z zagadnień religioznawstwa. Na świecie jest lub było praktykowanych tysiące religii i wyznań, które poddają się podziałowi ze względu na rozmaite kryteria.

## Klasyfikacja religia-wyznanie
Wcześni autorzy chrześcijańscy dzielili religie na chrześcijaństwo, judaizm i pogaństwo, co wystarczająco dobrze na ich potrzeby opisywało sytuację na znanym im obszarze. Później w miarę kontaktów Europejczyków z innymi cywilizacjami do tego podziału dodawano kolejne religie, takie jak islam, hinduizm, buddyzm itd. Wywodząca się z tego systemu klasyfikacja, w której najpierw przyporządkowuje się dane wyznanie do jednej z tych kategorii, a następnie klasyfikuje się je jakimś sposobem wewnątrz danej religii, należy do popularniejszych i w wielu przypadkach zadowalających metod. Zawodzi ona jednak w wielu przypadkach, m.in.:
- religii plemiennych, które są wrzucane do jednej kategorii pomimo braku powiązań między nimi,
- nowych ruchów religijnych, które w ogóle unikają klasyfikacji,
- wyznań, które odbiegają od typowych wyznań danej religii, np. Świadków Jehowy i Mormonów w przypadku chrześcijaństwa,
- klasyfikacja ta wymusza podział na religie i wyznania, który nie zawsze jest odpowiedni.

## Klasyfikacja genetyczna
Stosunkowo mało kontrowersyjne są klasyfikacje genetyczne religii, analogiczne do drzew ewolucyjnych. Tak więc np., idąc od współczesności wstecz, gałęzie katolicyzmu i protestantyzmu łączą się w XVI wieku, ich wspólna gałąź łączy się z gałęzią prawosławia w wieku XI, ta zaś, po przyłączeniu kilku gałęzi kościołów wschodnich, łączy się w końcu w I-II wieku z judaizmem. Podobnie można zbudować drzewa zawierające religie Indii (wyznania hinduizmu, buddyzmu, i inne).
Klasyfikacja taka nie wymusza ścisłego podziału na religie i wyznania, nie tworzy też kłopotu z nieortodoksyjnymi ruchami religijnymi – nawet jeśli ktoś uważa, że Świadków Jehowy nie powinno się włączać do chrześcijan, zwykle nie ma nic przeciw stwierdzeniu, że wyznanie to ma wspólne korzenie z wyznaniami chrześcijańskimi.
Z klasyfikacją tą wiążą się jednak też problemy:
- Niektóre wyznania mają więcej niż jedno źródło, i w klasyfikacji genetycznej nie ma sposobu na wyrażanie tej sytuacji. Sytuacja taka ma miejsce m.in. w przypadku setek wyznań protestanckich, które wzajemnie na siebie wpływały (problemu tego nie ma w klasyfikacji religia-wyznanie, w której wszystkie te wyznania należą po prostu do chrześcijaństwa), oraz w przypadku sikhizmu, który czerpał zarówno z hinduizmu jak i islamu (co jest problemem również w klasyfikacji religia-wyznanie).
- Chociaż większość współczesnych wyznań można umieścić na kilku drzewach, żeby przedstawić wszystkie wyznania potrzeba bardzo wielu drzew – nieznane są po prostu powiązania pomiędzy poszczególnymi religiami plemiennymi. Klasyfikacja genetyczna więc w niewielkim stopniu klasyfikuje te religie.

Ostatnim problemem jest interpretacja wspólnych gałęzi – bardzo często w przypadku rozłamu więcej niż jedno wyznanie uważa się za "pierwotne", np. zarówno katolicyzm jak i prawosławie uważają się za spadkobierców przedrozłamowego chrześcijaństwa, uważając że to druga z gałęzi dokonała rozłamu. Najlepiej więc unikać etykietowania w drzewie genetycznym czegokolwiek oprócz samych liści, jeśli nie jest to niezbędne.

## Klasyfikacja oparta na cechach
Zupełnie odmiennym podejściem jest klasyfikowanie religii ze względu na pewien zestaw cech. Najpopularniejszą z nich jest charakter istot nadprzyrodzonych w danej religii. W pierwotnym schemacie wyróżnia się więc:
- monoteizm – jeden Bóg
- politeizm – wielu niezależnych bogów

Większość religii jednak mieściła się nie na skrajach, ale gdzieś pośrodku. Dla klasyfikacji ważne jest dodanie henoteizmu oznaczającego istnienie wielu istot nadprzyrodzonych podporządkowanych głównemu bogu.
Najsilniej monoteistyczne są więc takie religie jak judaizm i islam, typowo politeistyczne są zaś takie religie jak religie starożytnych Greków i Rzymian. Występujący w wielu wyznaniach chrześcijańskich "jeden bóg w trzech osobach" jest uważany przez wielu za osłabienie monoteizmu. Za znacznie poważniejsze osłabienie jest uważany często katolicki i prawosławny kult świętych, który umiejscawia te wyznania pomiędzy monoteizmem a henoteizmem. W okolicach typowego henoteizmu (lub pseudopoliteizmu) umiejscawia się hinduizm, w którym wielość bogów wywodzi się od jednego głównego boga. Typowo politeistycznych religii nie ma współcześnie wiele, więc większość teoretycznie istniejącej przestrzeni od monoteizmu do politeizmu jest właściwie niewykorzystana, grupując wszystkie wyznania w monoteistycznej "połowie" klasyfikacji, bez zgody na dokładne ich umiejscowienie w tej połowie.
W kategoryzacji tej w ogóle nie mieszczą się takie religie jak:
- Buddyzm, konfucjanizm, taoizm i shintō, w których bogowie co prawda istnieją, ale znajdują się gdzieś w tle, na podobieństwo bardziej chrześcijańskich aniołów niż bogów greckich.
- Wiele religii plemiennych, w których są czczone duchy przodków, nieosobowe siły natury i różne inne niemieszczące się w tej klasyfikacji istoty nadprzyrodzone.
- Religie w których występuje para bogów – np. dobry i zły bóg, tak jak w zaratusztrianizmie.